# IPS/UPS

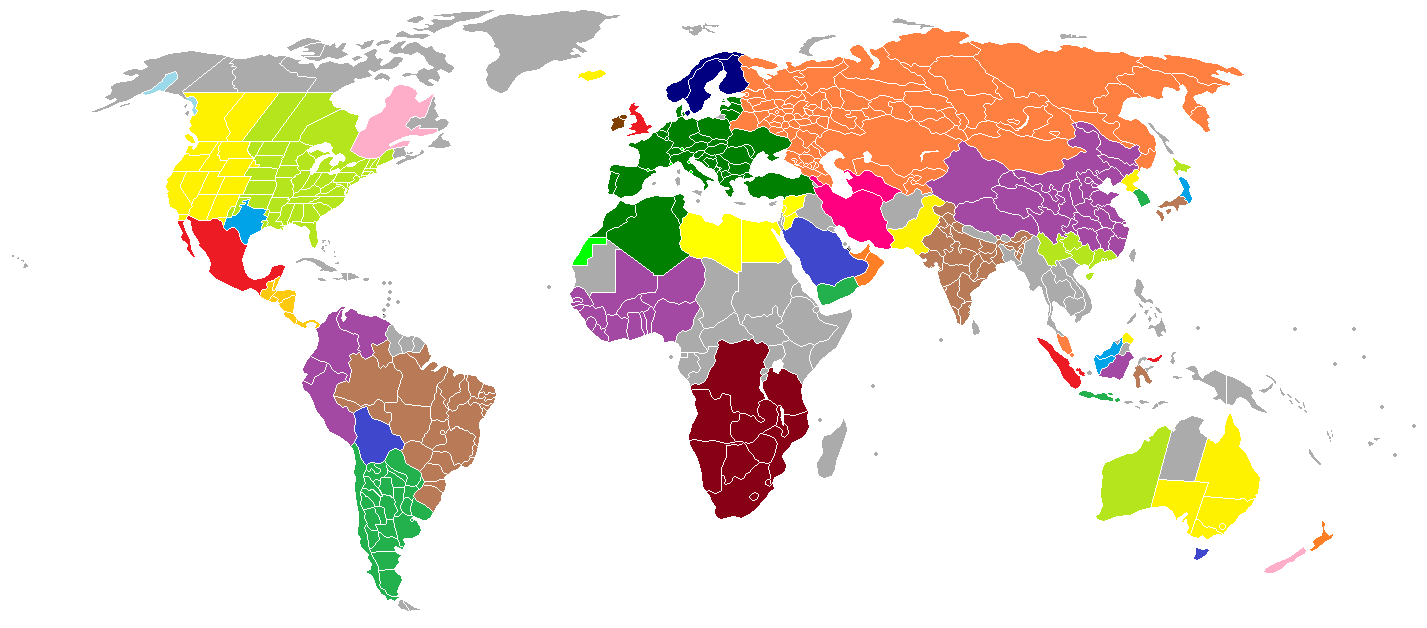
Fig.1 Països de la xarxa IPS/UPS en color vermell

IPS/UPS (acrònims IPS Integrated Power System, UPS Unified Power System) és una xarxa de subministrament elèctric sincronitzada que opera en una zona d'euro-àsia formada per alguns països del CEI (veure Fig.1). Té instal·lada una capacitat de generació d'energia de 300 GW i produeix 1200 TW-hora per any per a 280 milions de clients.

## UPS
UPS és la part russa de la xarxa d'interconnexió i inclou sis operadors regionals : ECO Centre, ECO Sud, ECO Nord-Oest, ECO Mig Volga, ECO Urals i ECO Sibèria. ECO Est opera aïlladament d'UPS Rússia.

## IPS
IPS és la part de la xarxa interconnectada que inclou països com Kazakhstan, Kirguizstan, Belarús, Azerbaidjan, Tadjikistan, Geòrgia i Mongòlia.